# Дормілон блідий
Дорміло́н блідий (Muscisaxicola rufivertex) — вид горобцеподібних птахів родини тиранових (Tyrannidae). Мешкає в Андах.

## Опис

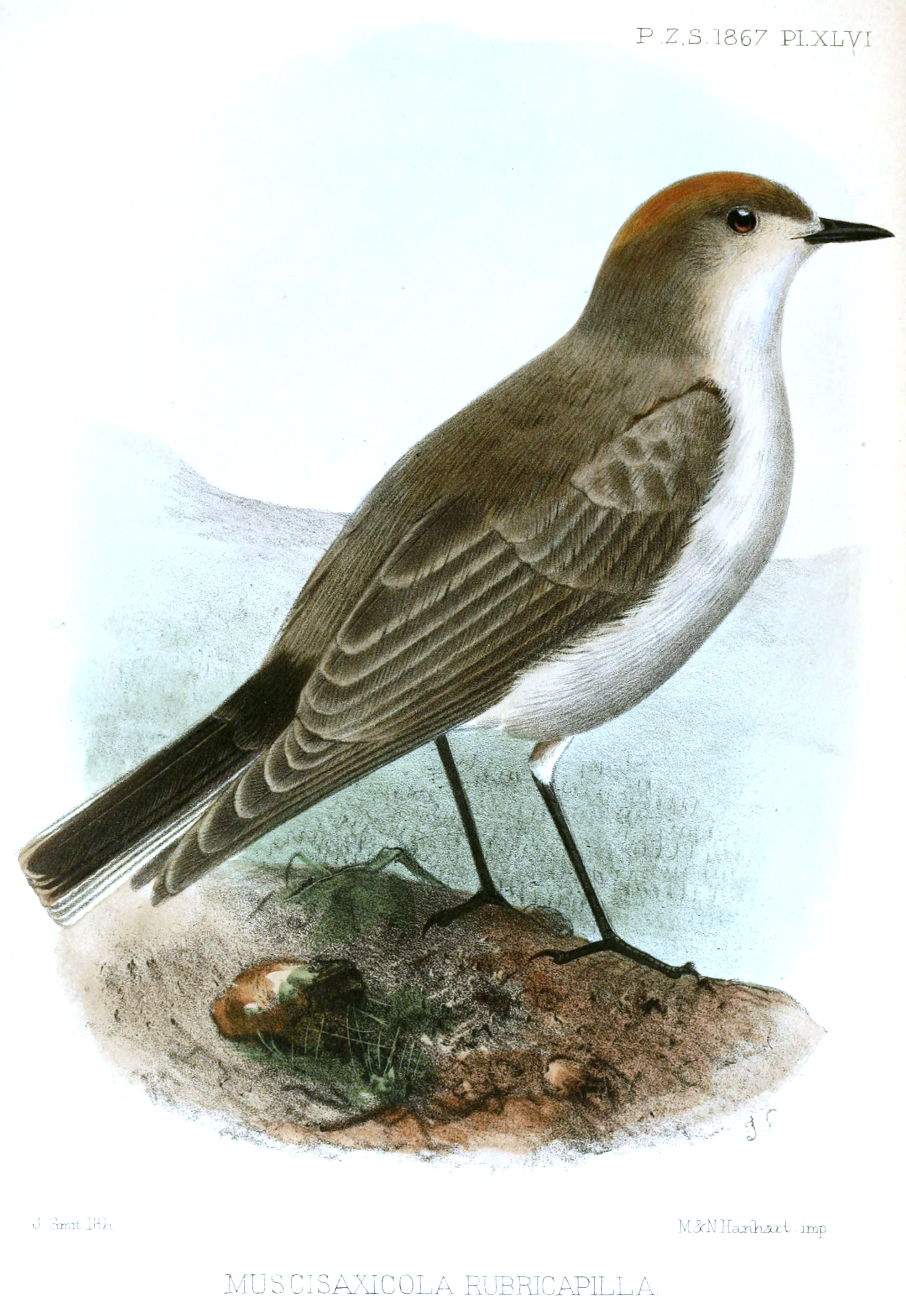
Блідий дормілон

Довжина птаха становить 15,5-18 см, вага 19-22 г. Тім'я і потилця рудувато-коричневі, обличчя світло-сіре, над обличчя білі "брови". Шия і верхня частина спини світло-сірі, решта спини і надхвістя чорнуваті. Горло і нижня частина тіла сірувато-білі. Крила темні, покривні пера крил темно-сірі з рудувато-коричневими краями. Хвіст чорнуватий, крайні стернові пера мають білі края. Дзьоб і лапи чорні. Представники підвиду M. r. pallidiceps вирізняються світлішою спиною і світлою, рудуватою плямою на тімені.

## Підвиди
Виділяють чотири підвиди:
- M. r. occipitalis Ridgway, 1887 — Перу (від центральної Кахамарки до Аякучо і Пуно) і північно-західна Болівія (Ла-Пас, Кочабамба);
- M. r. pallidiceps Hellmayr, 1927 — південно-західне Перу (від Арекіпи до Такни), північне Чилі (від Аріки до Антофагасти), південно-західна Болівія і північно-західна Аргентина (на південь до Ла-Ріохи);
- M. r. achalensis Nores & Yzurieta, 1983 — Сьєррас-де-Кордова[en] (північ центральної Аргентини);
- M. r. rufivertex d'Orbigny & Lafresnaye, 1837 — центральне Чилі (від Атаками до Кольчагуа) і західна Аргентина (гори Мендоси, західна Кордова і північний схід Сан-Луїсу).

## Поширення і екологія
Бліді дормілони мешкають в Перу, Болівії, Аргентині і Чилі. Вони живуть на скеляхстих схилах, у високогірних чагарникових заростях та на високогірних луках, в ущелинах і каньойнах, поблизу озер і річок. Зустрічаються переважно на висоті від 2200 до 4500 м над рівнем моря, місцями на півночі Чилі на висоті від 600 до 1000 м над рівнем моря. Взимку частина популяції мігрує в долини, на висоту 300 м над рівнем моря.

## Поведінка
Бліді дормілони зустрічаються поодинці або парами, іноді невеликими зграйками. Живляться комахами і ягодами. Гніздяться в розщелинах серед скель і каміння. Яйця білі, поцятковані червоними плямками, розміром 24×18 мм.